# لگام (اسب)

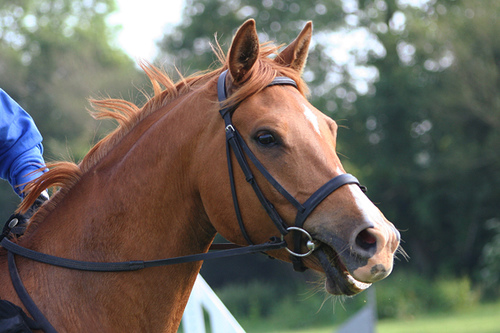
یک اسب رام‌شده

لگام بخشی از تجهیزات مورد استفاده برای هدایت اسب است.